# Red Star Football Club
Red Star Football Club 93 - conhecido por Red Star 93, Red Star Saint-Ouen ou Red Star Paris - é um clube de futebol da França, sediado em Saint-Ouen, ao norte da metrópole da Grande Paris. Foi fundado pelo que então seria o futuro presidente da FIFA, Jules Rimet, em 1897.
O clube também é reconhecido por ter uma torcida engajada com a esquerda, embora seu nome não faça referência original ao comunismo, sendo anterior à própria adoção da estrela vermelha como símbolo desse movimento. A inspiração para o nome veio da companhia marítima belgo-estadunidense Red Star Line, utilizada pela governanta inglesa que trabalhava para Rimet.
Embora, decadente, mantém consigo uma torcida fiel, ainda que pequena, sendo considerado o clube de futebol mais tradicional da capital francesa. Com efeito, chegou a ser o maior vencedor da Copa da França, com o tricampeonato seguido entre 1921 e 1922. Ao todo, foi cinco vezes campeão desse torneio, a última em 1942, quantidade que o faz ainda ser seu quarto maior vencedor - juntamente com o vizinho Racing de Paris, o Monaco e Lyon, que igualaram-lhe respectivamente em 1949, 1991 e em 2012. Foi superado pelo Olympique de Marselha (dono de dez títulos) em 1943; pelo Saint-Étienne em 1977 e pelo Lille em 2011, ambos com exatos seis títulos; e pelo vizinho Paris Saint-Germain (vencedor por treze vezes) em 2004. Somente o tetracampeonato seguido do PSG entre 2015 e 2018 superou o tricampeonato do Red Star, e somente o Lille também conseguiu três conquistas consecutivas (entre 1946 e 1948).[carece de fontes?]
Ao longo de sua história, teve diversos nomes diferentes, frutos, dentre outros motivos, de fusões com outros clubes. Suas maiores conquistas são aqueles cinco títulos da Copa da França  e o bicampeonato da Ligue 2 (então chamada de Division 2). O clube teve seu auge antes da introdução da Ligue 1, inaugurada em 1932, e não a disputa desde 1975, ausência que inviabilizou o desenvolvimento de qualquer rivalidade com o PSG, criado poucos anos antes; o principal dérbi parisiense moderno seria fomentado pela torcida alviverde com o Paris Football Club, em função exatamente da constância de encontros entre a segunda e terceira divisões, em rivalidade condimentada também por rixas políticas contra os torcedores desta outra equipe.

## História
Em 1907, o clube fundiu-se com o Amical Football Club (passando a chamar-se Red Star Amical Football Club e em 1909 inaugurou seu estádio em Saint-Ouen. Na década de 1910, obteve duas vezes o campeonato da Ligue de Football Association (em 1912 e 1919), uma das diversas entidades (presidida inclusive por Jules Rimet também) que organizavam suas próprias ligas no país antes da fundação da Federação Francesa de Futebol ocorrer em 1919.
A década de 1920 viria a guardar o período mais forte do clube, no qual venceu quatro de suas cinco Copas da França - três delas, seguidas, entre 1921 e 1923. Em 1926, fundiu-se com o Olympique de Paris, passando a chamar-se oficialmente Red Star Olympique. Com a fusão, adotou as características cores verde e branca. Dois anos depois, venceu sua quarta Copa da França.
O clube seria um dos fundadores da Ligue 1, introduzida em 1932, mas foi rebaixado logo na primeira temporada do torneio, a de 1932-33. O clube logo retornou e pôde contar naquela década de 1930 com Guillermo Stábile (o argentino que foi artilheiro da primeira Copa do Mundo FIFA) como um jogador-treinador decisivo para evitar nova queda em 1935-36. Um segundo rebaixamento veio na temporada 1937-38, mas Stábile pôde conduzir novo acesso imediato ao fim da temporada seguinte (com outro argentino da Copa de 1930, Alejandro Scopelli), embora o estouro da Segunda Guerra Mundial provocasse sua fuga na reta final.
Durante o conflito, o clube engajou-se na na resistência à ocupação da França pela Alemanha nazista: seu estádio foi usado como esconderijo de armas e dois membros proeminentes foram executados pelo inimigo - o médico Jean-Claude Bauer, que dá nome ao estádio, e o goleiro italiano Rino Della Negra. Ainda assim, o Red Star também soube ter seus últimos grandes êxitos esportivos: a guerra interrompera a Ligue 1, com a França ocupada e a França de Vichy estabelecendo cada uma seus próprios campeonatos, embora a Copa da França seguisse normalmente. Nesse contexto, o clube venceu o campeonato da França ocupada na temporada 1940-41  e na seguinte venceu sua última Copa da França. Um de seus jogadores era outro argentino, Helenio Herrera.
Com o fim da Guerra, o Red Star formou a trinca futebolística parisiense com o Racing Club de France e o Stade Français entre a segunda metade da década de 1940 e o final da década de 1960. Estes dois clubes também viriam a decair no futebol, estando em divisões ainda mais baixas. Atualmente, são mais proeminentes no rugby union, onde são grandes forças nacionais. Naquela década, o Red Star ainda chegou uma última vez à final da Copa da França, em 1946, mas também iniciou sua decadência. Em 1948, chegou a cessar suas atividades ao fundir-se com o Stade Français, que vivia seu melhor momento histórico na Ligue 1.
O chamado Stade Français Red Star foi desfeito com o rebaixamento em 1951. O clube vizinho seguiu na segunda divisão, mas o Red Star precisou recomeçar inicialmente na quinta para a temporada 1951-52, embora saltasse administrativamente à segunda na de 1952-53 ao restaurar um departamento profissional de futebol. Todavia, permaneceria na segunda divisão pelo resto da década de 1950 e, também administrativamente, foi rebaixado diretamente à quarta ao fim da temporada 1959-60, sancionado por corrupção com a perda do status de clube profissional. Após competir como quarto colocado na quarta divisão de 1960-61, foi indultado e recolocado na segunda de 1961-62. Mesmo na divisão de acesso, avançou até as semifinais da Copa da França de 1962-63 e conseguiu voltar à Ligue 1 como vice-campeão da segunda divisão de 1964-65 - embora fosse imediatamente rebaixado da elite na temporada seguinte.
Na temporada 1967-68, o clube fundiu-se com o Toulouse, adotando o nome de Red Star Football Club e assim retornou à primeira divisão, permanecendo nela mesmo com a parceria sendo encerrada em 1970. Àquela altura, com a decadência ainda mais aprofundada de seus vizinhos, portava-se como o principal representante da capital, chegando a atrair Garrincha em 1971. Mesmo assim, a realidade era modesta. O astro brasileiro, embora já decadente, foi não foi contratado por ser considerado caro demais para os padrões do clube, limitando-se a treinamentos. Sem esconder o desgosto, ele relatou à revista Placar a estrutura precária que constatou:
| “ | Fui ver meu peso: 72 quilos. Em cima do justo. Fiquei esperando. Nada das passagens. Pensei num mal-entendido. Mandei-me para a França por conta própria. Mas só treinei uma vez. O time já tinha cinco estrangeiros, gente que eu nunca tinha ouvido o nome, do interior de minas, jogando na base de defender o pão de cada dia. Jogador tinha que levar todo o seu material para treinar, o clube não fornecia nada, só o uniforme nos dias de jogo. Foi quando um francês gordo veio me explicar que 'sentia muito, mas não podia contratar-me, pois eu custava muito caro'. Eu já tinha achado aquele clube muito devagar e, depois daquela, tratei de me mandar. Nem agradeci. | ” |

Em paralelo, foi fundado naquela época (em 1970) o Paris Saint-Germain, que gradualmente viria a monopolizar as atenções parisienses a partir da década de 1980. Rebaixado à segunda divisão na temporada 1972-73, o Red Star recorreu ao veterano Néstor Combín e voltou imediatamente à Ligue 1 ao lado do próprio PSG, mas a temporada 1974-75 foi a única a ter ambos na elite: o Red Star a disputou ali pela última vez, sendo rebaixado como penúltimo colocado e não voltando mais à elite desde então enquanto o PSG jamais voltou a cair. A situação dos audoniens piorou ao fim da temporada 1977-78, quando uma recuperação judicial os rebaixou da segunda divisão diretamente à quinta. A equipe recomeçou com o nome de Association Sportive Red Star e obteve em campo a promoção à quarta na temporada 1979-80 e à terceira em 1980-81 e à segunda em 1981-82. Permaneceu na Ligue 2 até ser rebaixado na temporada 1986-87, voltando da terceira divisão após duas temporadas.
O longo desencontro com o PSG impediu que uma rivalidade se formasse entre as duas torcidas: naqueles seus inícios, os vizinhos eram considerados novatos demais para despertar antipatia de um clube muito mais tradicional. Com o tempo, a discrepância cada vez maior no número de títulos, prestígio e torcedores em favor do PSG também afastou a existência de rixas mais sérias; a torcida do Red Star tornou-se pequena, normalmente morando perto de sua sede em Saint-Ouen ou engajada em causas sociais. O baixo orçamento, com remunerações de time amador a seus atletas (sem conseguir segurá-los) permaneceu uma constante, cada vez mais contrastante com a rica realidade do PSG, especialmente depois da negociação dos vizinhos com o Qatar.
Os parisienses fiéis ao Red Star terminaram por direcionar sua rivalidade ao Paris FC - clube dissidente do PSG com quem se acostumou a encontrar-se nas divisões inferiores e a quem a torcida alviverde acusa de racista. O patrocínio generoso ao PSG já era uma realidade no início da década de 1990, bancado na ocasião pela emissora televisiva Canal+, a fomentar uma primeira sequência de bons campeonatos desse clube. O Red Star, por sua vez, passou aquela década basicamente na Ligue 2, tendo como melhor colocação o quarto lugar na temporada 1992-93. O time ainda foi quinto e sexto nas duas temporadas seguintes  e suas instalações receberam em 1998 a própria seleção brasileira, que utilizou o Stade Bauer para um amistoso contra Andorra prévio à Copa do Mundo FIFA de 1998. Contudo, a equipe foi rebaixada na sequência, na temporada de 1998-99, e teve três quedas seguidas entre 2001 e 2004 - chegando à sexta divisão, vencida imediatamente na temporada 2004-05.
Novo acesso seguido veio ao vencer a quinta divisão de 2005-06 e o retorno da quarta para a terceira veio na de 2010-11, como segundo colocado. A volta à Ligue 2 chegou a ocorrer como campeão da terceira divisão de 2014-15. Nos anos recentes, o clube alternou-se entre essas divisões: rebaixado da segunda em 2016-17, tornou a ganhar a terceira já na temporada 2017-18, mas voltou a cair em seguida na de 2018-19. Na temporada 2019-20, esteve perto de outro regresso à Ligue 2, encerrando a temporada no quarto lugar da terceira divisão.

## Nomes do Red Star ao longo dos anos
- Red Star Club Français de 1897 a 1906
- Red Star Amical Club de 1906 a 1927 (fruto da fusão com o Amical Football Club)
- Red Star Olympique de 1927 a 1946 (fruto da fusão com o Olympique de Paris)
- Red Star Olympique Audonien de 1946 a 1948
- Stade Français-Red Star de 1948 a 1950 (fruto da fusão temporária com o Stade Français)
- Red Star Olympique Audonien de 1950 a 1967
- Red Star Football-Club de 1967 a 1978 (fruto da fusão com o Toulouse FC fundado em 1937)
- AS Red Star de 1978 a 1984
- AS Red Star 93 de 1984 a 2003
- Red Star FC 93 2003 até hoje

## Títulos
- Ligue 2: 1933–34, 1938–39
- Championnat National: 2014–15, 2017–18 e 2023-24
- Championnat de France amateur 2: 2006 (Grupo A)
- Copa dos Campeões da França: 1953
- Copa da França: 1921, 1922, 1923, 1928 e 1942
- Supercopa da França: 1922

## Histórico

### Classificações
|           | I | II | III | IV | V  | VI | Pts    | J  | V  | E  | D  | G.M. | G.S. | Diff. |
| 2008-2009 |   |    |     | 13 |    |    | 73 pts | 34 | 10 | 9  | 15 | 28   | 36   | -8    |
| 2007-2008 |   |    |     | 10 |    |    | 74 pts | 34 | 10 | 10 | 14 | 38   | 40   | -2    |
| 2006-2007 |   |    |     | 10 |    |    | 80 pts | 34 | 10 | 17 | 7  | 39   | 33   | +6    |
| 2005-2006 |   |    |     |    | 1  |    | 87 pts | 30 | 17 | 6  | 7  | 43   | 20   | +23   |
| 2004-2005 |   |    |     |    |    | 1  | 74 pts | 26 | 15 | 3  | 8  | 52   | 29   | +23   |
| 2003-2004 |   |    |     |    |    | 7  | 59 pts | 26 | 9  | 7  | 10 | 31   | 25   | +6    |
| 2002-2003 |   |    |     |    | 14 |    | 50 pts | 30 | 4  | 9  | 17 | 22   | 51   | -29   |
| 2001-2002 |   |    |     | 6  |    |    | 85 pts | 34 | 12 | 15 | 7  | 44   | 36   | +8    |
| 2000-2001 |   |    | 20  |    |    |    | 27 pts | 38 | 6  | 9  | 23 | 42   | 71   | -29   |
| 1999-2000 |   |    | 12  |    |    |    | 52 pts | 38 | 14 | 10 | 14 | 44   | 40   | +4    |
| 1998-1999 |   | 19 |     |    |    |    | 39 pts | 38 | 9  | 12 | 17 | 52   | 72   | -20   |
| 1997-1998 |   | 8  |     |    |    |    | 57 pts | 42 | 15 | 12 | 15 | 51   | 61   | -10   |